# Torgau

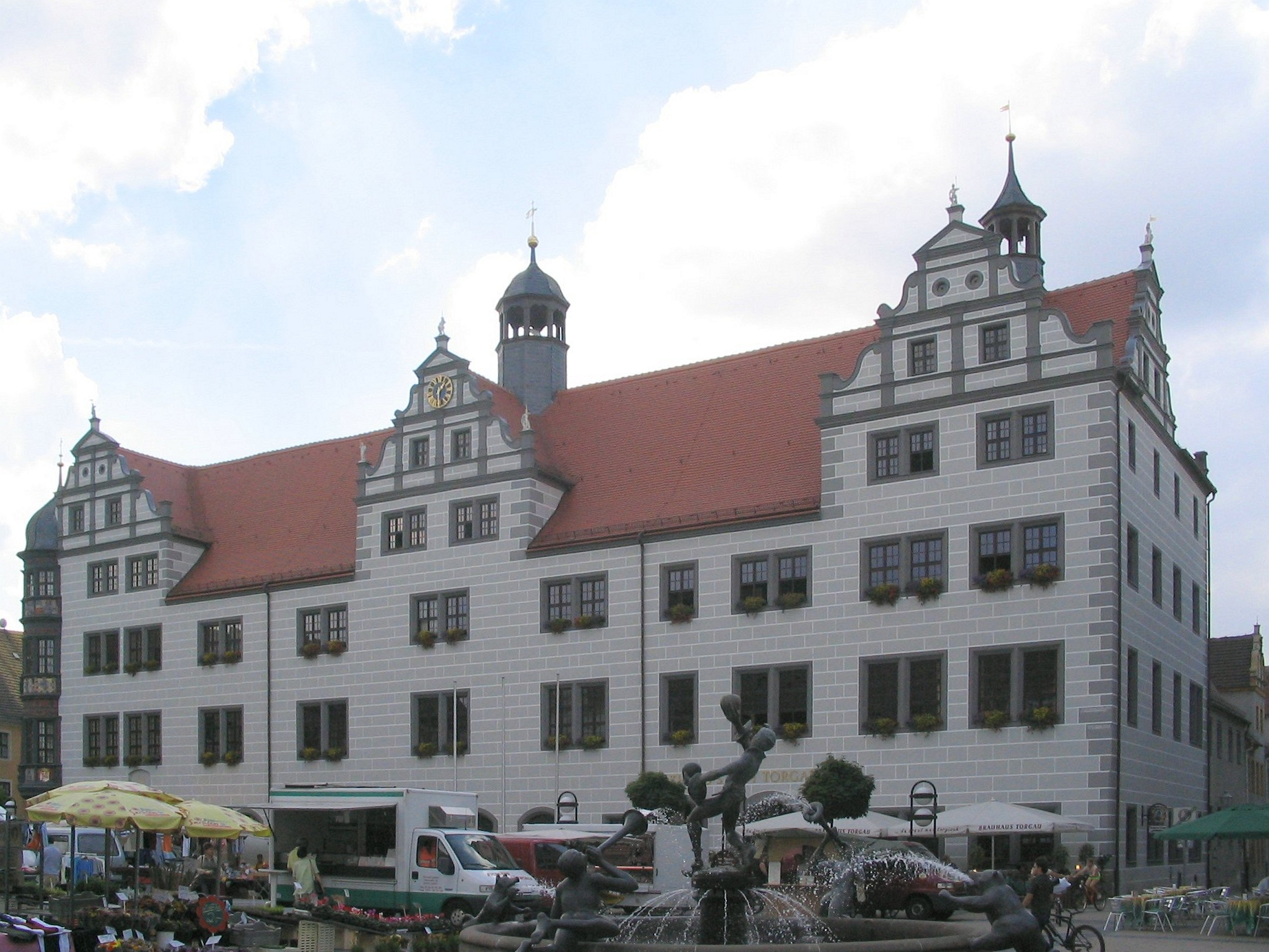
Torgaus rådhus

Torgau är en stad i förbundslandet Sachsen i östra Tyskland, belägen vid floden Elbes västra strand, omkring 50 km öster om Leipzig.  Staden är huvudort i länet Landkreis Nordsachsen, med status av Große Kreisstadt, och har cirka 20 000 invånare. staden ingår i förvaltningsområdet Torgau tillsammans med kommuenen Dreiheide.
Staden är internationellt känd för att amerikanska och sovjetiska trupper möttes för första gången i staden, vid floden Elbes strand, när andra världskriget närmade sig sitt slut. Därmed delades det fallna Tredje riket i två skilda delar. Detta skedde 25 april 1945.
Stadens renässansslott, Schloss Hartenfels, var på 1500-talet residens för de ernestinska Wettin-kurfurstarna av Sachsen-Wittenberg och staden kom under deras styre att spela en viktig roll under den tyska reformationen.

## Geografi
Torgau ligger på en höjd vid floden Elbe, med stadskärnan på den västra stranden.  Närmaste storstad är Leipzig, 50 km västerut.

### Administrativ indelning
Torgau utgör tillsammans med Dreiheide ett kommunalförbund, Verwaltungsgemeinschaft Torgau.  Som Große Kreisstadt är Torgau administrativ huvudort i länet Landkreis Nordsachsen, med vissa av länets förvaltningsuppgifter delegerade till stadens förvaltning.
I stadskommunen Torgau ingår, förutom Torgaus stadskärna, stadsdelarna och orterna Beckwitz, Bennewitz, Graditz, Klein Kranichau, Kranichau, Kunzwerda, Losswig, Melpitz, Mehderitzsch, Pflückuff, Repitz, Staupitz, Welsau, Werdau, Wessnig och Zinna.

## Historia

### Medeltiden och stadens grundande
Torgau omnämns i skrift för första gången år 973, då som Torgove.  Det är inte känt när staden fick stadsrättigheter men i ett dokument från 1267 framgår att staden senast då hade stadsrättigheter.  Stadens stadsmilis, Die Geharnischten, omnämns första gången 1344.

### Renässansen och reformationen i Torgau

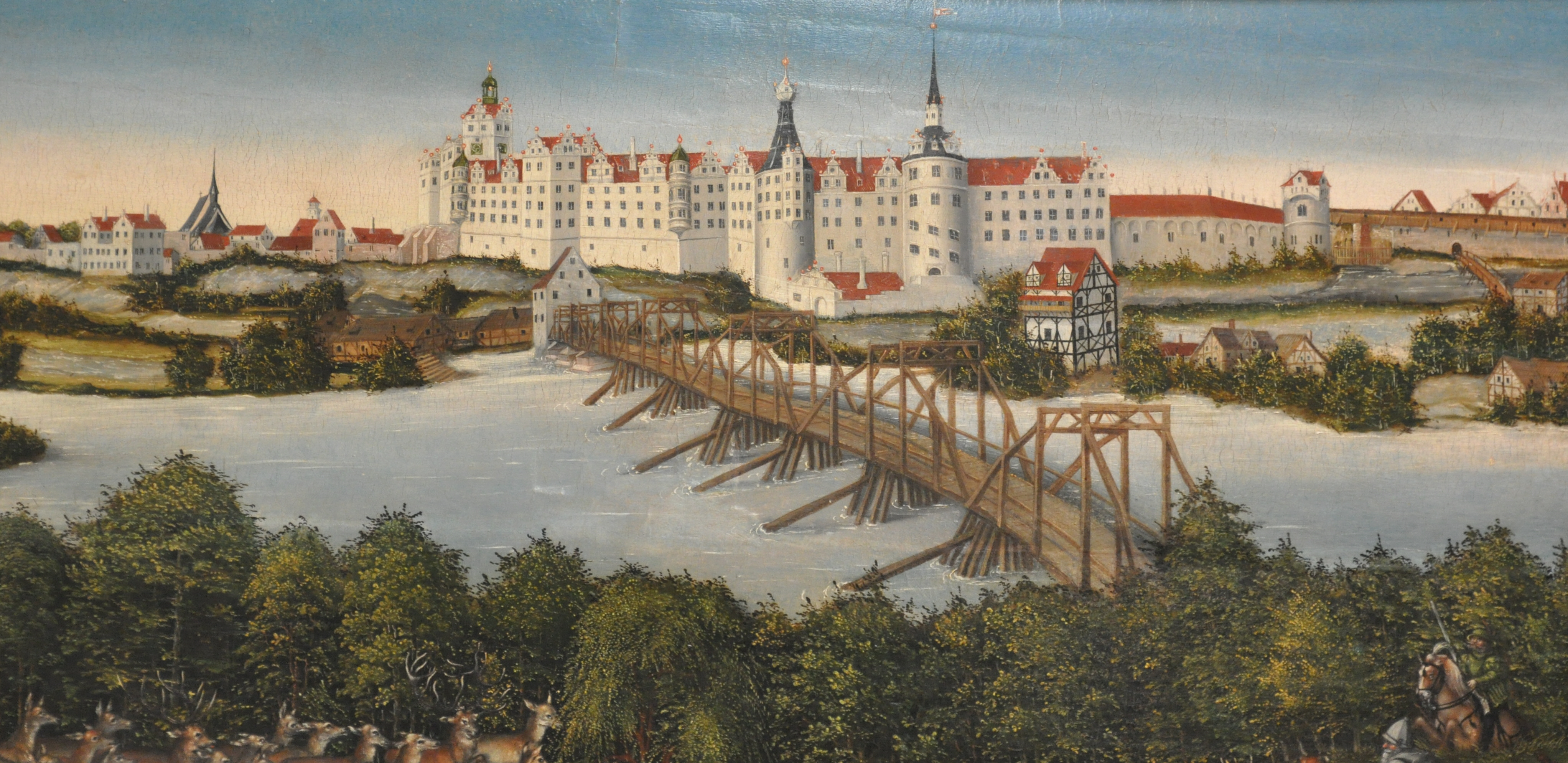
Slottet Hartenfels, detalj av målning av Lucas Cranach den yngre, 1544.

År 1485 delades Kurfurstendömet Sachsen mellan två bröder av Huset Wettin, Ernst av Sachsen-Wittenberg och Albrekt III av Meissen. Den norra delen och kurfurstetiteln tillföll den äldre brodern Ernst, som gjorde Torgau till sin residensstad.  Slottet Hartenfels i Torgau blev residensslott för hans arvtagare, de ernestinska kurfurstarna Fredrik den vise, Johan den ståndaktige och Johan Fredrik den högsinte. Under de ernestinska kurfurstarna blev slottet Hartenfels i Torgau centrum för den tyska reformationens politiska sida, och staden och slottet upplevde en blomstringsepok.  I mars 1530 författade Martin Luther tillsammans med reformatorerna Justus Jonas den äldre, Philipp Melanchthon och Johannes Bugenhagen i Torgau de så kallade Torgauartiklarna, som utgjorde grunden för den Augsburgska bekännelsen.
I och med förlusten i det Schmalkaldiska kriget mot kejsaren Karl V förlorade kurfursten Johan Fredrik 1547 kurfurstetiteln till släktingen Moritz.  Därmed flyttade kurfurstarnas residens från Torgau till Dresden.
Luthers änka, Katharina von Bora flydde 1552 till staden efter att pesten brutit ut i Wittenberg.  Hon drabbades under resan av en vagnolycka och avled den 20 december i Torgau av följderna.  I huset där hon dog finns idag ett museum tillägnat henne, och hennes gravsten finns fortfarande att beskåda i Mariakyrkan i Torgau.

### Fästningsstad
Under det trettioåriga kriget blev 1637 den svenska armén under befälhavaren Johan Banér innesluten i sitt fasta läger vid Torgau varifrån han efter nära fyra månader tvangs att dra sig tillbaka.
Omkring Süptitz-höjderna utanför staden ägde 3 november 1760 det sista stora slaget i sjuårskriget rum, Slaget vid Torgau, som blev en knapp seger för Fredrik II av Preussens armé över den österrikiska armén.  Slaget var ett av 1700-talets största och blodigaste, med sammanlagt omkring 30 000 stupade.
På Napoleons order började man 1811 bygga ut Torgaus befästningar, och staden omvandlades till fästningsstad.  Efter Wienkongressen 1815 tillföll staden Preussen, där det ingick i regeringsområdet Merseburg i provinsen Sachsen.  Stadens fästningar tjänstgjorde under 1800-talet även som fängelser.

### Under Nazityskland och andra världskriget
Torgau var under åren 1943 till 1945 säte för Reichskriegsgericht, Nazitysklands översta krigsrätt.  I Wehrmachtgefängnis Torgau på fortet i Zinna verkställdes mer än 1000 dödsdomar mot värnpliktsvägrare, Jehovas vittnen, medlemmar av motståndsrörelsen och krigsfångar.  I fånglägret Stalag IV D administrerades omkring 45 000 krigsfångar, varav de flesta var stationerade utspridda i arbetsläger i området.

#### Det sovjetisk-amerikanska mötet 25-27 april 1945

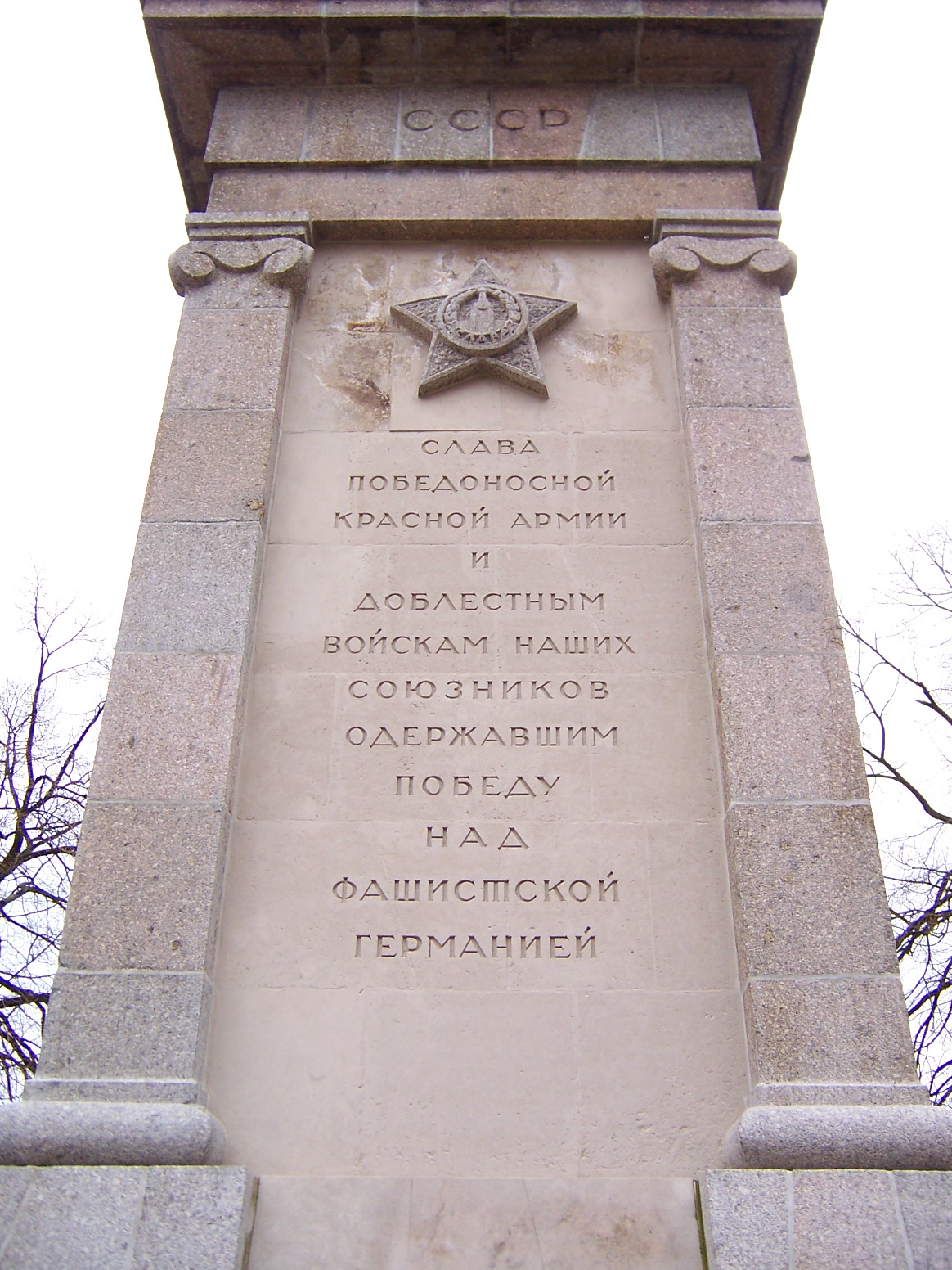
Minnesmärke över mötet mellan amerikanska och sovjetiska trupper 1945.

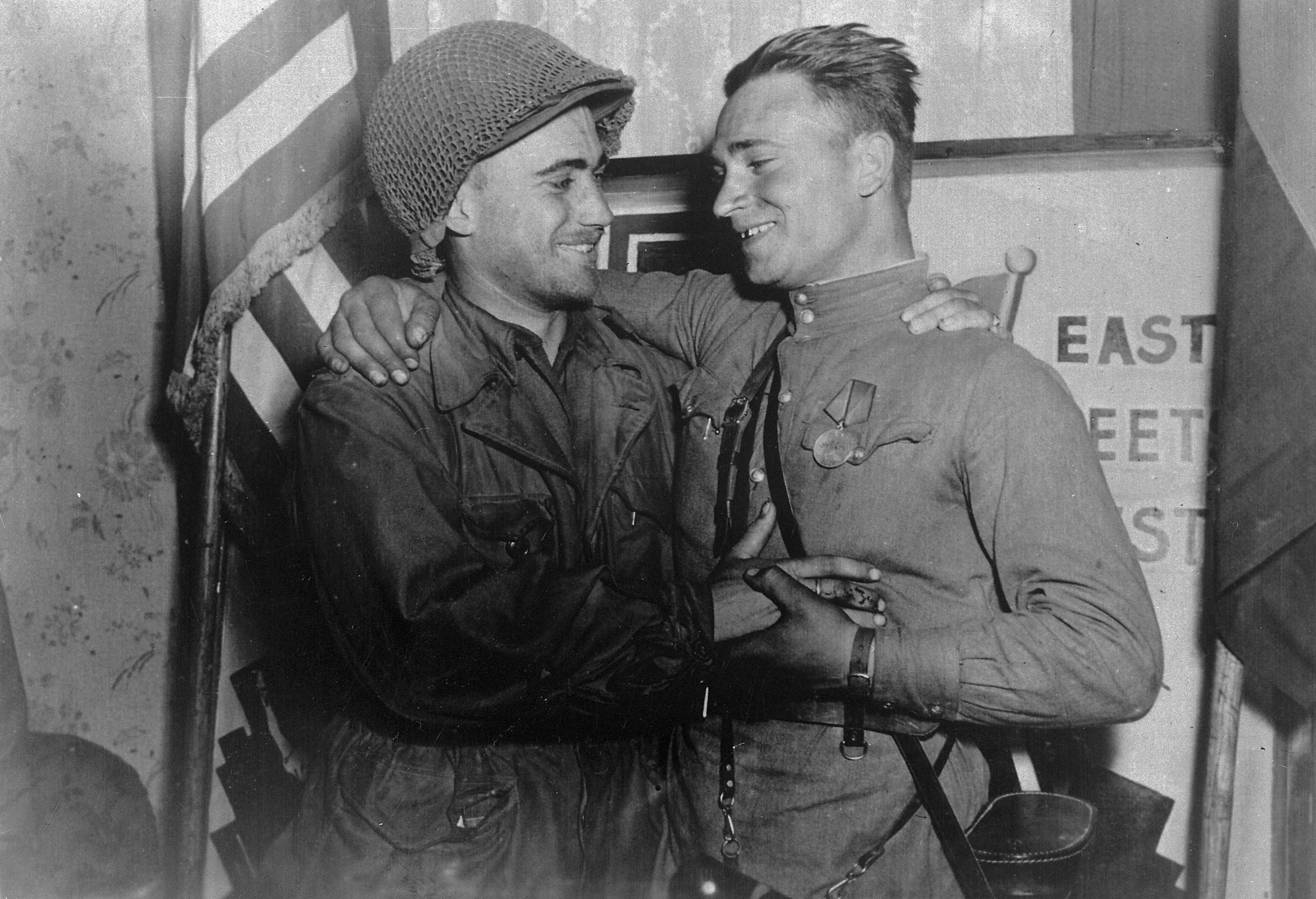
Löjtnanterna William Robertson, USA, och Alexander Sylvasjko, Sovjet, poserar framför kamerorna under det officiella fototillfället i Torgau, fotot troligen taget 27 april 1945.

I slutet av april 1945 utrymde de nazityska trupperna Torgau, och stadens fångläger öppnades.
Den 25 april träffade amerikanska och sovjetiska trupper från väst- respektive östfronten för första gången på varandra i närheten av Torgau vid Strehla, 30 km uppströms efter Elbe.  I och med detta hade de återstående delarna av Nazityskland delats i en nordlig och en sydlig del.  Under de påföljande dagarna, den 26 och 27 april, möttes de lokala amerikanska och sovjetiska befälhavarna inför kamerorna vid den av tyskarna saboterade bron över Elbe.  Till minne av denna händelse firas Elbe Day den 25 april, och vid brofästet i Torgau lät senare Sovjetunionen resa ett monument till minne av händelsen.  Joe Polowsky, en av de närvarande amerikanska soldaterna, verkade under många år för att lansera denna dag som världsfredsdag och begravdes enligt eget önskemål i Torgau efter sin död 1983.

### Under sovjetisk ockupation och Östtyskland 1945-1990
Enligt Potsdamöverenskommelsen drog sig de amerikanska trupperna tillbaka från Elbe och Torgau blev en del av den sovjetiska ockupationszonen, från 1949 staten Tyska demokratiska republiken.  Från 1952 till 1990 ingick staden i det administrativa distriktet Bezirk Leipzig i DDR.

#### Sovjetiska fångläger i Torgau 1945-1948
I det tidigare nazityska lägret Fort Zinna och Seydlitz-kasernerna bedrev sovjetiska NKVD från september 1945 till oktober 1948 de så kallade speciallägren nummer 8 och nummer 10. Under denna tid dog omkring 800 inspärrade tidigare NSDAP-medlemmar och krigsfångar i Torgau till följd av de hårda förhållandena i lägret, och flera tusen deporterades till Sovjetunionen.

#### Geschlossener Jugendwerkhof Torgau
I Torgau fanns en av Östtysklands hårdaste slutna ungdomsarbetshem för svåra fall (tyska Geschlossener Jugendswerkhof für schwere Fälle). Först och främst överlämnades ungdomar under de östtyska kommuniståren till ungdomsarbetshem då de eller deras föräldrar t.ex. kritiserat den östtyska levnadssättet, fasthållit vid sin kristna lära eller om de försökt fly till Västtyskland. De ungdomar som man inte ansåg kunde anpassas till en socialistisk personlighetsutveckling genom vanliga uppfostringsmetoder förflyttades till det slutna ungdomsarbetshemmet i Torgau. I det slutna ungdomsarbetshemmet uppfostrades ungdomarna med tortyrliknande metoder. Flera ungdomar dog i hemmet under konstiga omständigheter utan att anledningarna utreddes. Det slutna ungdomsarbetshemmet i Torgau stängdes 1989. Hittills har ingen av personalen vid hemmet straffats för händelser som inträffat där.

### I det återförenade Tyskland 1990-
Efter Tysklands återförening 1990 beslutades i en folkomröstning att staden Torgau skulle bli en del av förbundslandet Sachsen.  Sedan dess har staden slagits ihop med grannkommunerna Graditz och Melpitz (1994), Pflückuff (2009), och Zinna (2013).  Sedan 2009 har staden status av Große Kreisstadt.

## Kultur och sevärdheter

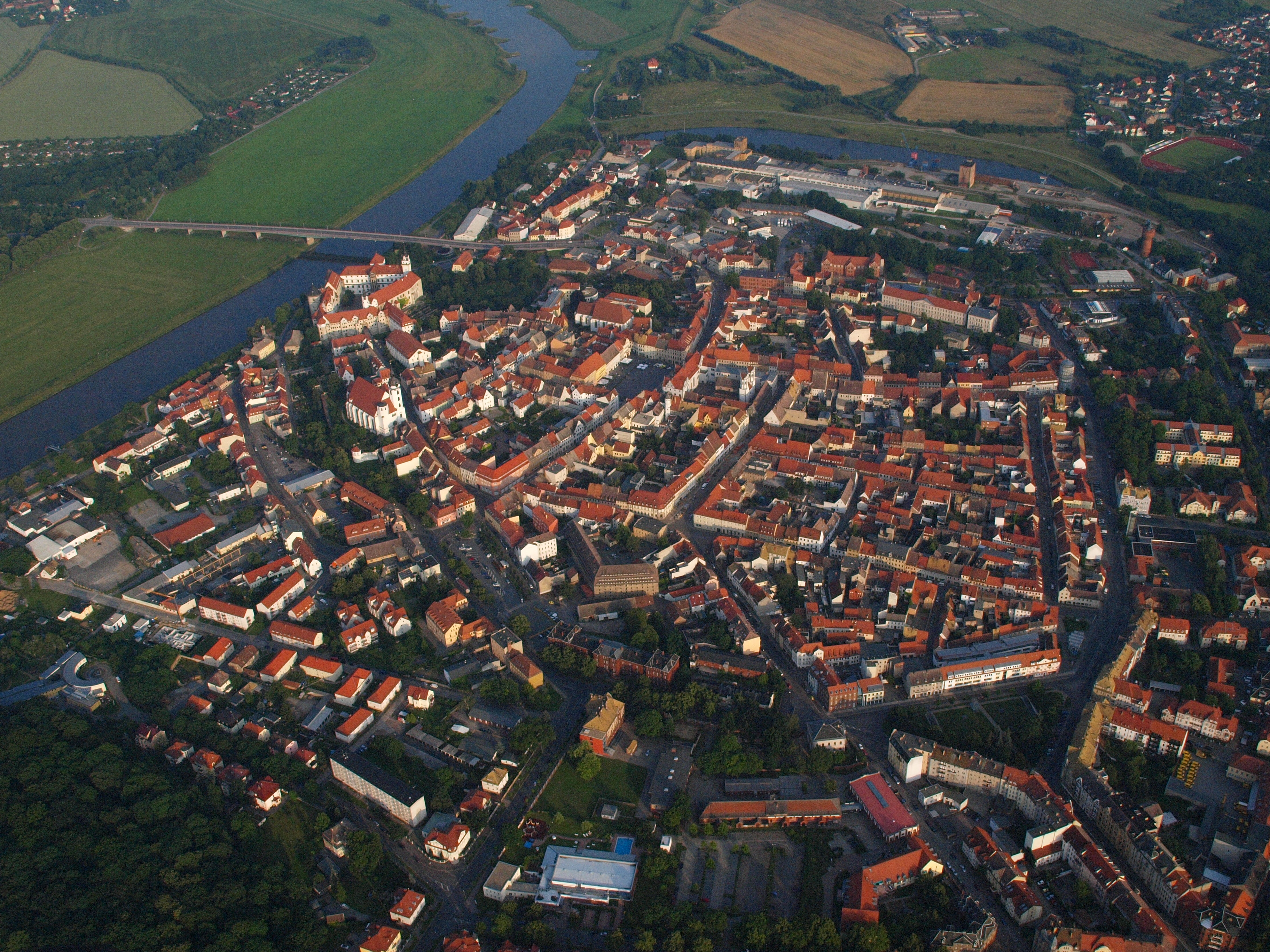
Torgaus stadskärna, flygfoto från nordväst

Staden har en välbevarad stadskärna med medeltida gatunät, som huvudsakligen klarade sig undan förstörelse under andra världskriget. Sedan 1990-talet har många äldre hus i stadskärnan renoverats.
Stadskyrkan, den sengotiska medeltida Mariakyrkan, är känd för Katharina Luthers grav.  Vid stadens torg finns förutom renässansrådhuset även Tysklands äldsta leksaksbutik, grundad på 1600-talet.
Vid det gamla brofästet vid Elbe finns ett sovjetiskt krigsmonument till minne av mötet mellan sovjetiska och amerikanska trupper här i april 1945, och i staden arrangeras regelbundet minnesceremonier och utställningar till minne av händelsen.
Staden har en musikfestival, Endless Open Air, som arrangeras under två dagar i augusti varje år.

### Museer
- Schloss Hartenfels är ett av Tysklands bäst bevarade slott från den tidiga renässansen, påbörjat under 1400-talet på platsen för en äldre borg.  Av särskilt arkitektoniskt intresse är den stora spiraltrappan på slottets innergård, som är unik i sitt slag i Tyskland, och slottskyrkan.  Kyrkan, byggd 1543-1544, är världens äldsta lutherska kyrka som byggts enligt Luthers tankar om kyrkorummet, och den invigdes av Luther själv 1544.  I slottet befinner sig förutom länet Landkreis Nordsachsens förvaltningskontor även olika permanenta och tillfälliga utställningar om slottets historia.  Dessutom inrymmer slottet ett museum, Dokumentations- und Informationszentrum Torgau, över stadens historia som fängelsestad och de människorättsbrott som begicks under Nazityskland, sovjetockupationen och DDR-tiden.  I slottets vallgrav fanns mellan 1400-talet och 1700-talet en björngrop, och under 1950-talet tog man åter upp traditionen med ett björnhägn vid slottet.
- Geschlossener Jugendwerkhof Torgau har ett museum och dokumentationscentrum med en permanent utställning om de statliga ungdomshemmen i DDR.
- Den kurfurstliga kanslibyggnaden inrymmer idag Torgaus stads- och kulturhistoriska museum.
- Katharina Luther-huset, där Katharina von Bora, Luthers hustru dog, med en biografisk utställning.
- Bryggerimuseet med en utställning om bryggkonsten i Torgau under 1400-talet och 1500-talet.
- Bürgermeister-Ringenhain-Haus, ett av de bästa exemplen på bevarade borgarhus från den tidiga renässansen i Tyskland.

## Näringsliv
Stadens största arbetsgivare är bildelsleverantören Flachglas GmbH, porslinstillverkaren Villeroy & Boch och stadens kriminalvårdsanstalt.

## Kommunikationer
Torgau har en järnvägsstation på linjen Leipzig/Halle an der Saale - Falkenberg an der Elster - Cottbus.  Stationen trafikeras med regionaltåg.  Under 1990-talet lades den tidigare persontrafiken på sidolinjerna mot Belgern och Pretzsch ned.
I Torgau korsas de de tyska federala landsvägarna B 87, B 182 och B 183.

## Kända Torgaubor

### Personer födda i Torgau
- Nikolaus von Amsdorf (1483-1565), teolog och reformator.
- Fredrik den vise av Sachsen (1463–1525), kurfurste av Sachsen 1486–1525.
- Johan Fredrik I av Sachsen (1503-1554), kurfurste av Sachsen 1532-1547.
- Johan Fredrik II av Sachsen (1529-1595), hertig av Sachsen.
- Johan Vilhelm av Sachsen-Weimar, (1530-1573), hertig av Sachsen-Weimar.
- Wolfgang Klotz (född 1951), redskapsgymnast.
- Frank Kupfer (född 1962), CDU-politiker, miljö- och jordbruksminister i Sachsen.
- Olaf Marschall (född 1966), fotbollsspelare, landslagsspelare för DDR och Tyskland.
- Wolf Roth (född 1945), skådespelare.
- Eduard Oscar Schmidt (1823-1886), zoolog.
- Peter Selzer (född 1946), friidrottare, EM-medaljör i gång och tränare.
- Georg von Siemens (1839-1901), bankir och liberal politiker.

### Personer med anknytning till Torgau
- Katharina von Bora, gift Katharina Luther (1499-1552), nunna och senare hustru till Martin Luther, dog i Torgau.
- Samuel Hahnemann (1755-1843), grundare av homeopatin.
- Martin Luther (1483-1546), reformator, grundare av lutherdomen.  Uppehöll sig ofta i Torgau.
- Johann Walter (1496-1570), kantor i Torgau 1526-1548, psalmförfattare.

## Vänorter
- Strzegom, Polen.
- Znojmo, Tjeckien.
- Sindelfingen, Baden-Württemberg, Tyskland.

Dessutom finns ett samarbete med staden Tavastkyro i Finland.